# Miagrammopes lehtineni
Espèce
Synonymes
- Ranguma lehtineni Wunderlich, 1976

Miagrammopes lehtineni est une espèce d'araignées aranéomorphes de la famille des Uloboridae.

## Distribution
Cette espèce est endémique du Queensland en Australie.

## Étymologie
Cette espèce est nommée en l'honneur de Pekka T. Lehtinen.

## Publication originale
- Wunderlich, 1976 : Spinnen aus Australien. 1. Uloboridae, Theridiosomatidae und Symphytognathidae (Arachnida: Araneida). Senckenbergiana Biologica, vol. 57, p. 113-124.